# Жеребух Ярослав Володимирович
Яросла́в Володи́мирович Жеребу́х (нар. 14 липня 1993, Львів) — американський (до 2015 року — український) шахіст, міжнародний гросмейстер (2009).
Його рейтинг на січень 2025 року — 2620 (неактивний протягом останніх 12 місяців).

## Кар'єра
У сім років почав займатись у Ірини Олександрівни Бібо, потім до першого розряду займався у Віктора Петровича Щербакова. А 2003 року його під свою опіку взяв Володимир Грабінський, який за останні роки випустив у Львові цілу групу гросмейстерів. У 2009 року в 16 років це високе шахове звання підкорив і Ярослав Жеребух.

### 2005—2006
- Триразовий чемпіон України у своїх вікових категоріях (2005 — до 12 років, 2006 — до 14 років, 2007 — до 14 років)
- Чемпіон юнацької Олімпіади (до 16 років) у складі збірної України (Туреччина, 2006)
- 2-4 місце на Чемпіонаті Європи до 14 років (Чорногорія, 2006)

### 2007
- 2-3 місце в гросмейстерської турнірі «Феміда» (Харків, 2007)
- 2 місце в складі юнацької збірної України на турнірі «Кубок Дворковича» (Москва, 2007)
- Виконав свою останню норму Міжнародного майстра на Чемпіонаті Європи серед чоловіків (Дрезден)

### 2008
- Виконав 3 норми міжнародного гросмейстера (Moscow Open, Москва; Voronezh Open, Воронеж; Transcarpathian Cup, Мукачево)
- 2 місце в складі юнацької збірної України на турнірі «Кубок Дворковича» (Москва)
- 1-5 місце на міжнародному турнірі «Меморіал Геллера», (Одеса)
- 1 місце на гросмейстерської турнірі «Меморіал Василишина» (Львів)
- 1-2 місце на турнірі «Юні зірки світу» (Кіриші)
- 2-4 місце на гросмейстерському турнірі у м. Хмельницький

### 2009
- На 1 січня ФІДЕ присвоїло звання міжнародного гросмейстера
- 1 місце у складі збірної Україні та на першій дошці (12 очок з 14) на «Кубку Дворковича» (Москва)
- 1 місце на турнірі «First Saturday» (Будапешт)
- 1 місце на турнірі «Мукачево-опен» (Мукачево)

### 2010
- Поділ 1-2 місця на Опен-турнірі в Тулузі, Франція
- Переможець Каппель-ла-Гранд, Франція (652 учасника, 82 ГМ)[2]
- Переможець Юні зірки світу, Кіриші, Росія[3]

### 2011
Дійшов до 1/8 фіналу на Кубку Світу ФІДЕ в Ханти-Мансійську, де на ранніх стадіях турніру зумів перемогти елітних шахістів, зокрема: українця Павла Єльянова (2683) та азербайджанця Шахріяра Мамед'ярова (2746).

### 2012
У лютому 2012 року перемагає в круговому турнірі на кубок Російського державного соціального університету серед студентів-гросмейстерів в рамках турніру Moscow Open з результатом 7 очок з 9 можливих (+6 −1 =2).

### 2013
У липні 2013 року Ярослав Жеребух зіграв в бліц-турнірі, який проходив на вежі Львівської ратуші, в якому з результатом 7 з 10 очок (+6-2=2) посів 2 місце.

### 2014
У лютому 2014 року Ярослав з результатом 5,5 очок з 9 можливих (+5-3=1) посів 31-е місце на престижному опен-турнірі Меморіал Д.Бронштейна, що проходив в Мінську.
У липні 2014 року посів 2 місце на турнірі «XXII OPEN INTERNACIONAL CIUTAT DE MONTCADA — Grup A», що проходив в Іспанії. Результат Ярослава 7 очок з 9 можливих (+6-1=2).
У серпні 2014 року, набравши 6 очок з 9 можливих (+5-2=2), Ярослав Жеребух посів 2-е місце на турнірі «3rd Washington International — Rockville»,, та з результатом 7 очок з 9 можливих 2 місце на турнірі в Грінсборо (США).

### 2015
З травня 2015 року отримав право представляти США у міжнародних змаганнях.
У серпні 2015 року з результатом 7 очок з 9 можливих (+6-1=2) Ярослав став переможцем турніру «2015 U.S. Masters Championship».
У жовтні 2015 року посів 35 місце на турнірі «Millionaire Chess», що проходив у Лас-Вегасі.

### 2017
Завдяки вдалому виступі на чемпіонаті США 2017 (U.S. Championship) здобув право взяти участь у Кубку світу ФІДЕ 2017 у вересні в Тбілісі. Однак Жеребух подав заявку на отримання Green Card і побоявся, що після виїзду з країни його можуть не впустити назад, тому не ризикнув летіти до Грузії. Його суперникові в 1/64 фіналу було зараховано перемогу.